# Auguste Riboty
Pour les articles homonymes, voir Riboty.
Auguste Riboty ou Antoine Auguste Riboty (en italien : Augusto Antonio Riboty), né le 28 novembre 1816 à Puget-Théniers (alors province de Nice du royaume de Sardaigne) et mort le 9 février 1888 à Nice, (Alpes-Maritimes, France), est un amiral sarde, puis italien.

## Biographie
Auguste Riboty naquit en 1816 à Puget-Théniers dans un comté de Nice faisant à nouveau partie depuis 1814 du royaume de Sardaigne.
Il fit carrière dans la marine sarde puis dans la marine italienne (Regia Marina).

### La bataille de Lissa
Il se distingua à la bataille navale de Lissa en 1866. Durant le procès engagé contre le commandant de la flotte italienne, appelé comme témoin, Auguste Ribotty donna sa version après avoir regretté l’attentisme de l’amiral.

« Mon navire se trouvait en mauvais état à cause de la fermentation du charbon et il penchait d’un côté. Je le remis en une demi-heure en état de rejoindre les autres bâtiments. À Lissa, j’eus le commandement d’un groupe de cuirassées chargées de battre les forts qui défendent l'entrée du port. Il y avait un premier plan d’attaque, mais il fut changé par l’amiral. Le 19, j'eus l’ordre de me rendre pour battre la batterie du Télégraphe, contre laquelle je lançais une soixantaine de boulets. J’ai été très satisfait de mes officiers et de mon équipage. Je passai la nuit du 19 à réparer une avarie arrivée a la machine ; le 20, à cinq heures et demie du matin, je pus me mettre en mouvement et reprendre place dans l’escadre. J’ai vu l’amiral passer du Re d'Italia sur l’Affondatore, et je crois que l'arrêt qu’il a eu a été très préjudiciable au Re d'Italia.
Durant le combat, je manœuvrai dans le sens de faciliter à l’escadre en bois l’entrée en bataille. Le Kaiser déchargea sur le Re di Portogallo une bordée entière, qui produisit à bord de graves avaries. Le Kaiser tendait évidemment à nous faire dévier de la direction que nous voulions prendre. Nous nous sommes trouvés menacés par d’autres bâtiments. Néanmoins, je réussis à pouvoir me mettre en file avec les navires cuirassés. La fumée m’a empêché de voir l’Affondatore se diriger vers le Kaiser. »

### Carrière politique
Il fut ensuite ministre de la Marine (1868-1869 et 1871-1873) député (1867-1870) et sénateur (1870- ) du royaume d’Italie. Lors de son second passage au ministère, il tente de convaincre les parlementaires italiens de reconstruire la flotte détruite à Lissa. Ce projet ne se réalisera qu’après son départ avec l’amiral Pacoret de Saint-Bon, qu’il recommande lui-même à ce poste,. Il fait tomber le gouvernement en démissionnant quand le parlement vote, en juillet 1873 et contre son avis, une enveloppe de 23 millions pour la construction d’établissements à Tarente alors qu’il ne souhaitait que 6 millions. Il se retire à Nice.
Il est le créateur du bureau des cartes et plans.

### Dates de décès contradictoires
- La Revue militaire française annonce son décès à Nice le 9 février 1892 des suites d’une rupture d’anévrisme[2]. Le Dizionario Biografico degli Italiani indique la même année[5]. Son acte de décès est bien présent à cette date dans les registres d’état civil sur le site des archives départementales des Alpes-Maritimes. Il meurt au 2, rue de la Caserne[2].
- Le site du Parlement Italien indique Nice, 9 février 1892[8].
- Marguerite et Roger Isnard précisent que « retiré à Nice, il y mourut en 1899, 2, rue de la Caserne (partie de l’actuelle rue de la Préfecture)[9],[10]», voie longeant l’actuel palais Rusca naguère caserne Rusca.
- Plusieurs sources affirment qu’il était chevalier de la Légion d’honneur, raison pour laquelle les honneurs militaires lui avaient été rendus par le 27e bataillon de chasseurs alpins. Les cordons du poêle sont tenus par le consul d’Italie, le général Le Bescond de Coatpont, le préfet des Alpes-Maritimes, l’amiral Auvare et le général Corbara[11].

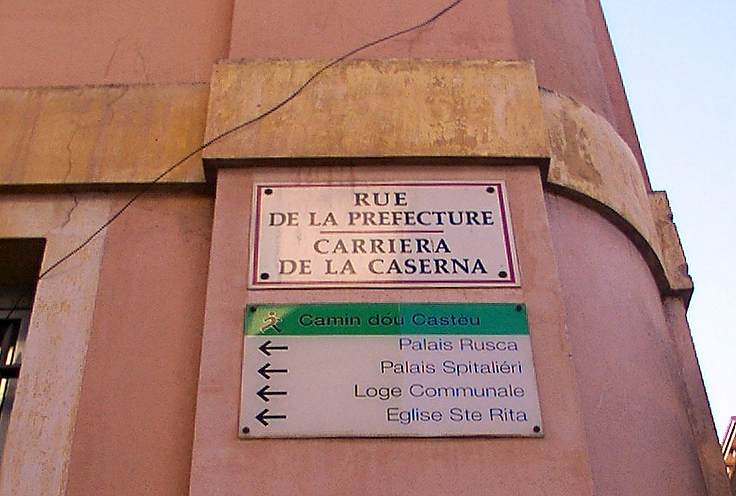
Plaque de rue bilingue : en langue française rue de la Préfecture (appellation actuelle) et en langue niçoise carriera de la Caserna (ancienne appellation : « rue de la Caserne »).

## Honneurs
Croix d’officier de l’ordre des Saints-Maurice-et-Lazare en 1862.
Il existe un quai Amiral-Riboty  à Nice.
Il existe une via Augusto Riboty à Rome, à proximité du Vatican.
Le Augusto Riboty est un navire de la Regia Marina, de la Classe Mirabello qui fut lancé en 1916.
Un quartier et une voie de Gassin, le Chemin de Riboty, portent le nom de l’amiral qui y possédait un domaine.